# Palermo Pop
Il Palermo Pop è stato un festival di musica folk, rock e jazz tenutosi a Palermo in tre edizioni dal 1970 al 1972.
Nato per iniziativa dell'impresario siculoamericano Joe Napoli, ispiratosi al celebre Festival di Woodstock, il Palermo Pop fu tra i primissimi eventi di questo genere a tenersi in Italia. Particolarmente importante fu la prima edizione, a cui avrebbero dovuto partecipare anche i Rolling Stones, i Pink Floyd e i Led Zeppelin (nella locandina del Palermo Pop 70 campeggia la sagoma di Robert Plant).
 
Nel 1971 invece vi si esibirono per la prima volta in Italia i Black Sabbath.
Al Palermo Pop Festival è legata anche la nascita della prima comune hippy d'Italia, quella di Terrasini.

## Storia

### 1970 - Stadio La Favorita
Il Palermo Pop nacque nel 1970 da un'intuizione di Joe Napoli, appoggiato dall'Azienda Turismo Palermo. L'impresario siculoamericano, sfruttando i suoi numerosi agganci nel mondo della musica, tentò di portare in Sicilia la medesima idea concettuale del Monterey Pop Festival e dei Festival dell'Isola di Wight e Woodstock.
In un primo momento, grazie all'amicizia con Keith Richards e Jimmy Page, Napoli riuscì ad ottenere il consenso alla partecipazione dei Rolling Stones e dei Led Zeppelin. La partecipazione dei Pink Floyd invece saltò a causa della richiesta di un anticipo ritenuto esagerato dall'Azienda Turismo Palermo. Successivamente anche i Rolling Stones e all'ultimo momento i Led Zeppelin disdissero la loro partecipazione. Ciononostante proprio la locandina raffigurante il frontman dei Led Zeppelin Robert Plant è passata alla storia come l'immagine più iconica dell'evento.

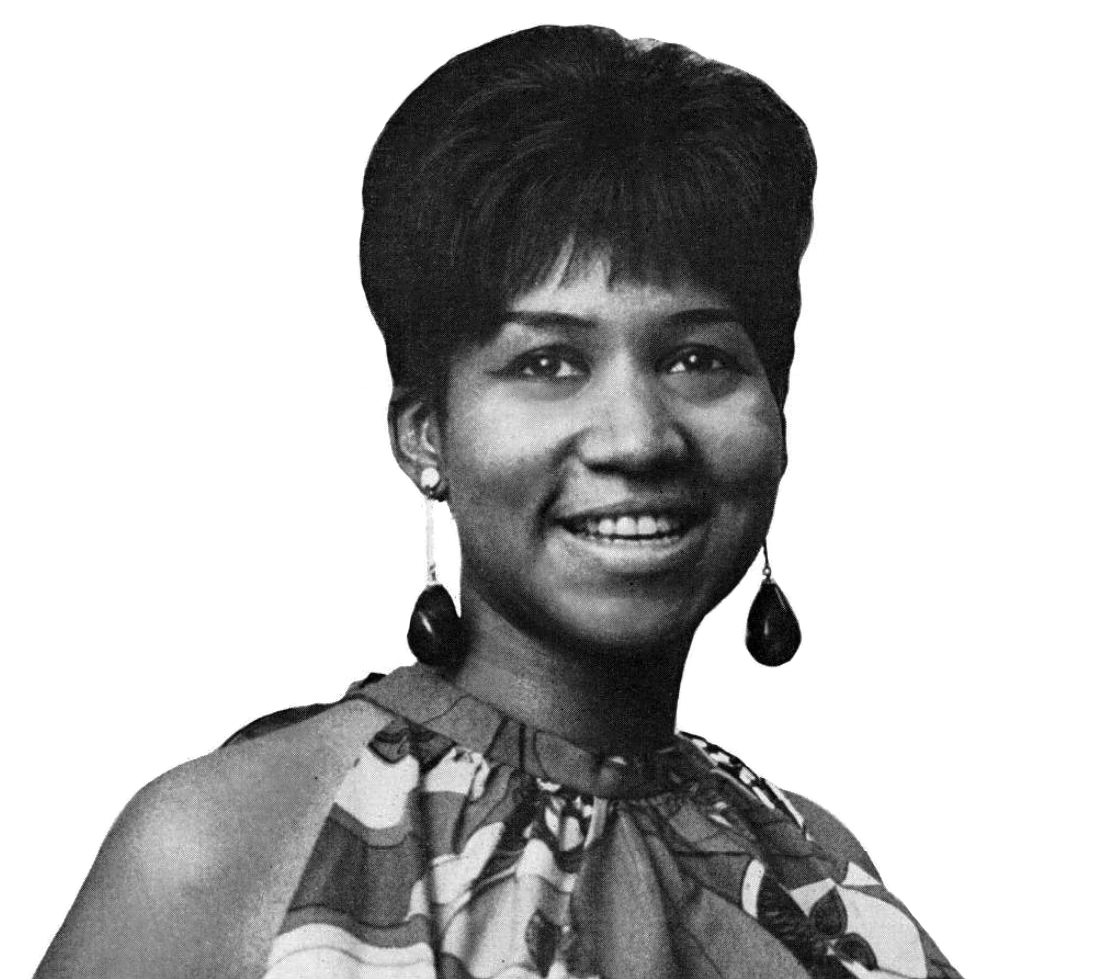
Aretha Franklin, che chiuse la prima serata.

Il Palermo Pop 70 si svolse presso lo Stadio La Favorita dal 16 al 19 luglio. A presentarlo Paolo Villaggio, Carlo Loffredo, Paola Pitagora e Mariolina Cannuli. Ad alternarsi sul palco vi furono, tra gli altri, le star internazionali Aretha Franklin, Duke Ellington, Kenny Clarke, Tony Scott, Brian Auger, Johnny Hallyday, gli Ekseption ed Arthur Brown, gli italiani Little Tony e i Ricchi e Poveri, le isolane Rosa Balistreri e Giuni Russo nonché gli jugoslavi Dubrovački trubaduri, allora popolari in diversi paesi d'Europa, dopo il successo all'Eurovision Song Contest 1968. Profondo scalpore destò la performance di Arthur Brown, che si denudò sul palco e per questo fu arrestato per atti osceni in luogo pubblico dall'allora commissario Boris Giuliano, detenuto all'Ucciardone per una settimana e poi invitato a non recarsi mai più in Sicilia.
L'evento fu trasmesso in diretta radiofonica dalla Rai e seguito da stazioni radiotelevisive di Belgio, Paesi Bassi, Germania, Francia, Regno Unito e Brasile.
Al Palermo Pop 70 presero parte complessivamente più di 80.000 persone, tra cui migliaia di hippies italiani e stranieri. Proprio durante il festival il poeta e giornalista Carlo Silvestro conobbe un gruppo di giovani con i quali, dopo aver girato l'isola, fonderà la comune hippy di Terrasini, prima in Italia.

### 1971 - Parco della Favorita

Tony Iommi, chitarrista e fondatore dei Black Sabbath di origini palermitane.

La seconda edizione, svoltasi tra il 5 ed il 7 settembre 1971, si spostò dallo stadio al vicino Parco della Favorita. Vi presero parte, tra gli altri, Manfred Mann's Earth Band, The Pretty Things, Colosseum e soprattutto i Black Sabbath, alla loro prima esibizione in Italia, proprio a Palermo, città natale della madre del chitarrista Tony Iommi.
Questa seconda edizione si caratterizzò inoltre per numerosi scontri e tensioni che coinvolsero anche le forze dell'ordine.

### 1972 - Arenella
Nel 1972 si svolse l'ultima edizione del Palermo Pop, questa volta presso la borgata marinara dell'Arenella. Ad alternarsi sul palco, tra gli stranieri, anche Mungo Jerry e Rare Bird; tra gli italiani Premiata Forneria Marconi, Banco del Mutuo Soccorso, Le Orme e i Delirium. Avrebbero dovuto esibirsi anche gli Emerson, Lake & Palmer, ma a Palermo arriverà soltanto Keith Emerson per ricevere un premio.
Anche l'edizione del 1972 fu funestata da vari disordini.